# Annoying Orange: Splatter Up!
Annoying Orange: Splatter Up! è il secondo videogioco della serie di The Annoying Orange, derivata dall'omonima webserie, ed è preceduto da Annoying Orange: Kitchen Carnage. È disponibile per sistemi iOS e Android, distribuito rispettivamente dall'App Store e dal Play Store.